# Józef Balukiewicz

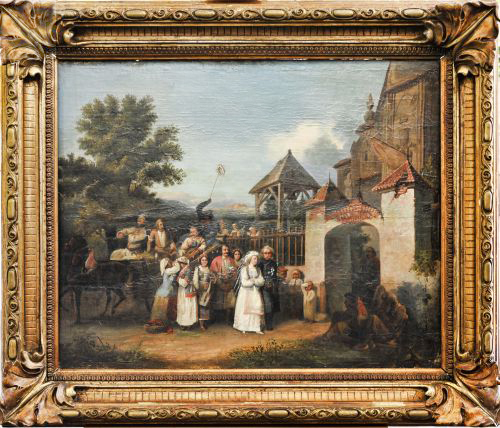
Scena rodzajowa 1856

Józef Tadeusz Balukiewicz (ur. 1831 w Warszawie, zm. 12 września 1907 w Kaliszu) – polski malarz, twórca obrazów historycznych.

## Życiorys
Jego rodzicami byli Antoni Balukiewicz oraz Aniela z domu Dymek. Od 1846 do 1852 uczęszczał do Szkoły Sztuk Pięknych w Warszawie. Pracować zaczął od 1874 w szkole realnej w Kaliszu na etacie nauczyciela rysunków, a w okresie późniejszym, do 1907, nauczyciel gimnazjum żeńskiego w którym nauczał kreślarstwa oraz rysunków. Zmarł 12 września 1907 i pochowany został na cmentarzu miejskim.
Uprawiał malarstwo portretowe, rodzajowe, historyczne i religijne. Prace, których był autorem wystawiał w latach 1861–1862, 1869, 1874 oraz 1876 na Wystawie Krajowej Sztuk Pięknych. W kaliskim kościele Reformatów wykonał w 1895 polichromię kaplicy Żołnierskiej. Balukiewiczowi przypisuje się także wykonanie kopii obrazu Bonifacego Jatkowskiego Adoracja Matki Boskiej z Dzieciątkiem przez św. Paschalisa (1715), a na którym widnieje w tle panorama Kalisza. W 1966 wyeksponowano namalowane przez niego obrazy w krużgankach klasztoru Franciszkanów, które ilustrują tysiącletnie dzieje Polski. Jego prace są także w zbiorach Muzeum Narodowego i Muzeum Historii w Warszawie, Muzeum im. Jacka Malczewskiego w Radomiu i kościele św. Józefa i św. Piotra z Alkantary w Kaliszu.